# イサク・バーグマン・ヨハンネソン
イサク・ベルグマン・ヨーハネソン（アイスランド語: Ísak Bergmann Jóhannesson、2003年3月23日 - ）は、アイスランドのサッカー選手。アイスランド代表。イングランド・ウェスト・ミッドランズ州サットン・コールドフィールド出身。フォルトゥナ・デュッセルドルフ所属。ポジションはミッドフィールダー。

## クラブ歴
2018年にÍAアクラネースのトップチームに昇格し、9月22日のプロットゥル・レイギャヴィーク戦で、15歳でプロデビュー。
2019年1月8日、IFKノルシェーピンと契約。8月21日のスウェーデンカップのIFKティムロ戦で移籍後初出場し、プロ初ゴールも記録。翌2020年シーズンより先発に定着し、チームの主力選手に成長。11月にはマンチェスター・ユナイテッドFCやリヴァプールFC、ユヴェントスFCなどが、ヨハンネソンの獲得に興味を示していると報じられた。
2021年9月1日、FCコペンハーゲンと5年契約を締結したことが発表された。
2023年8月9日、フォルトゥナ・デュッセルドルフにシーズン終了までのレンタルで移籍。2024年6月14日に完全移籍となった。

## 代表歴
プロデビューした2018年から、各ユース世代のアイスランド代表の主軸を担い、2020年11月には17歳で早くもフル代表に招集。同月18日のUEFAネーションズリーグのイングランド戦でフル代表デビューを果たした。

## 人物
- 父は元アイスランド代表のジョーイ・グジョンソンで、イーサクはジョーイがアストン・ヴィラFCでプレーしていた時に、バーミンガム郊外のサットン・コールドフィールドで生まれた。[要出典]
- 叔父のグジョン・ソルザルソンも元アイスランド代表で、同国代表監督も務めた。[要出典]

## タイトル
コペンハーゲン
- デンマーク・スーペルリーガ: 2021-22[8]